# Cuarteto de cuerda n.º 15 (Mozart)
El Cuarteto de cuerda n.º 15 en re menor, K. 421/417b, el segundo de los Cuartetos dedicados a Haydn y el único de la serie compuesto en el modo menor, fue completado al parecer en 1783. El cuarteto no está fechado, sin embargo, en el autógrafo.

## Estructura
Consta de cuatro movimientos:
1. Allegro moderato.
2. Andante (fa mayor).
3. Menuetto y Trio (este último en re mayor). Allegretto.
4. Allegretto ma non troppo.

El primer movimiento se caracteriza por un brusco contraste entre la aperiodicidad del grupo del primer sujeto, que se caracterizaba, según Arnold Schoenberg, por ser «prosaico», y el grupo «completamente periódico» del segundo sujeto. En el Andante y el minueto, «las expectativas normales de fraseología están confundidas». la parte principal del minueto está en la forma del minueto de una sonata, mientras «el contrastante Trio en modo mayor [...] es [...] ligero casi de manera vergonzosa en sí mismo [...] [pero] crea un contraste maravilloso con el carácter más oscuro del minueto». El último movimiento es un conjunto de variaciones.